# Fiat Siena
La Fiat 178 a été conçue pour être une world car (voiture mondiale). Elle a donné naissance à plusieurs modèles :
- berline avec hayon : Fiat Palio 3 et 5 portes, en 1996
- berline classique 4 portes avec coffre : Fiat Siena en 1997, devenue Albea ou Petra sur certains marchés comme la Turquie ou la Pologne, et Fiat Perla pour la Chine en 2007,
- break : Fiat Palio SW 5 portes Station Wagon, en 1997
- pick-up : Fiat Strada en 1998,

La Fiat Siena est un modèle d'automobile berline classique 4 portes avec coffre conçu par le constructeur automobile italien Fiat et fabriqué dans ses usines filiales dans de très nombreux pays dans le monde. 
La Fiat Siena est surtout fabriquée dans les pays d'Amérique du Sud, Argentine et Brésil, mais aussi en Inde, en Turquie, en Chine où elle a une version actualisée baptisée Fiat Perla depuis 2007, en Russie et en Iran.
Cette voiture est aussi très diffusée en Algérie , Tunisie, Maroc notamment, en raison de sa fabrication dans l'usine Fiat-Somaca dans ce pays, qui l'a assemblée jusqu'en 2004.
La production de la gamme a dépassé les 2 000 000 exemplaires dans le monde depuis son lancement en 1997. 
Depuis janvier 2008, sa fabrication a repris en Argentine, dans l'usine Fiat Concord implantée à Cordoba, au rythme de 60 000 exemplaires annuels.
Depuis le début d'année 2013, la Fiat Siena (version 2012) est également assemblée au Vénézuéla sous le badge Dodge Forza dans l'usine FCA La Victoria.

## Les différentes séries
La Fiat Siena fait partie du projet "178", la voiture mondiale de Fiat Auto, a connu plusieurs évolutions :

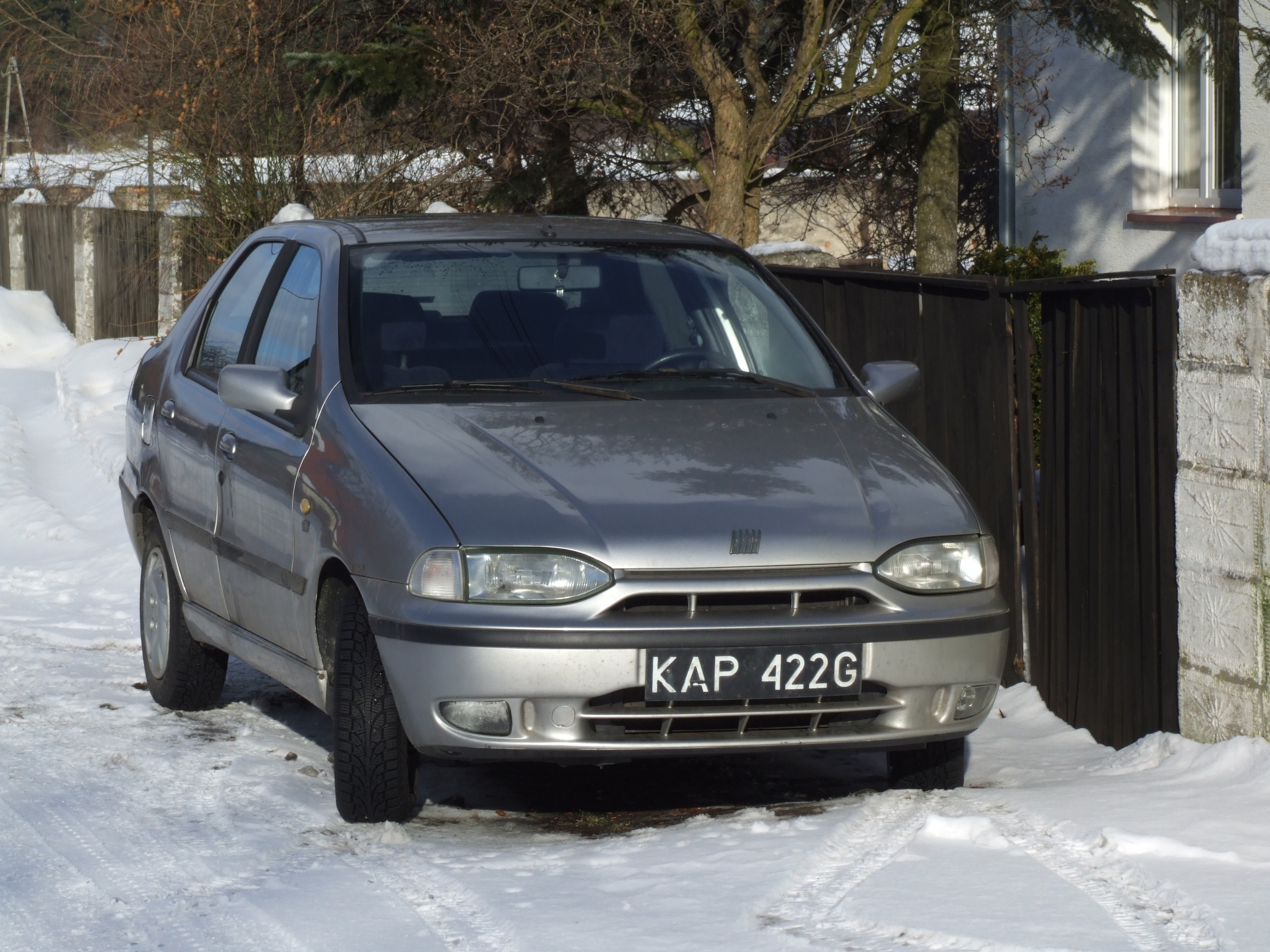
Fiat Siena 1re série

- 1re série, lancée en juin 1997 en Argentine, elle est fabriquée dans l'usine Fiat SEVEL de Córdoba puis dans différents autres pays dans le monde.

Les différentes versions disponibles étaient la EL d'entrée de gamme équipée des moteurs Fiat de 1,6 litre, à 8 ou 16 soupapes, développant une puissance de 82 ou 106 Ch DIN et la HL, luxueuse avec le moteur 1,6 16V.
Contrairement à la Fiat Palio, le style de première génération de Siena, dû au studio I.DE.A, n'a pas remporté un grand succès. Le design jugé trop simple par la presse spécialisée n'a pas réussi à stimuler les ventes.
Avec la demande croissante du marché brésilien de petites berlines équipées d'un moteur de moins de 1,0 litre, dès le début d'année 1998, Fiat présente la Siena 6 vitesses, équipée du moteur FIASA-FIRE 1.0 8V de 61 Ch. La finition est simple mais sérieuse, les pare-chocs ne sont pas peints de la même couleur que la carrosserie et les jantes restent en 13". En Juin de la même année, le modèle est équipé du moteur 1.6 8V avec injection multi-points, ce qui augmente sa puissance à 92 ch.
En 2000, Fiat lance la version ELX, version très luxueuse à petit prix équipée du moteur FIRE 1.3 16V, et déjà avait un accélérateur électronique appelé Drive by Wire.

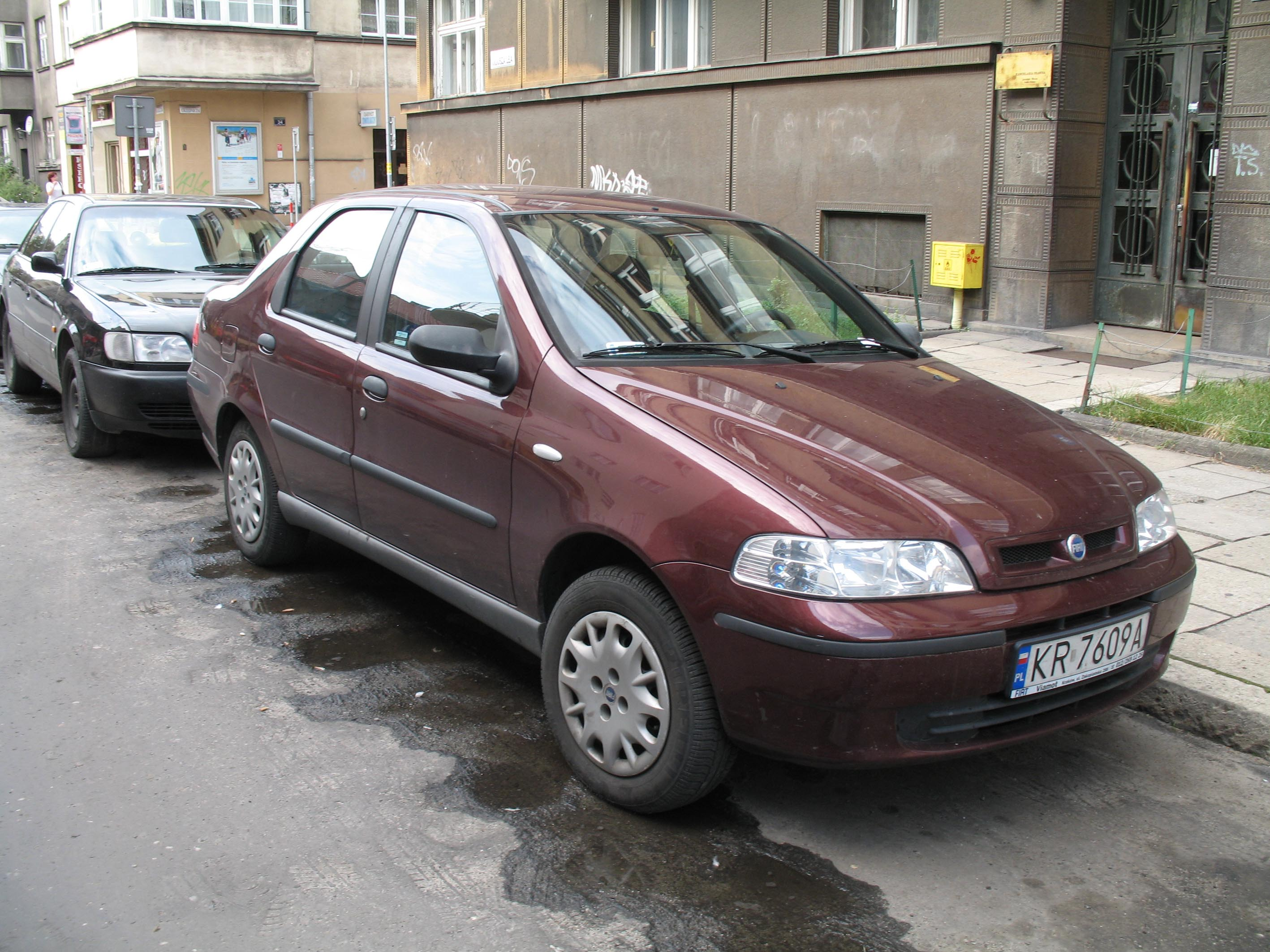
Fiat Albea/Siena 2e série

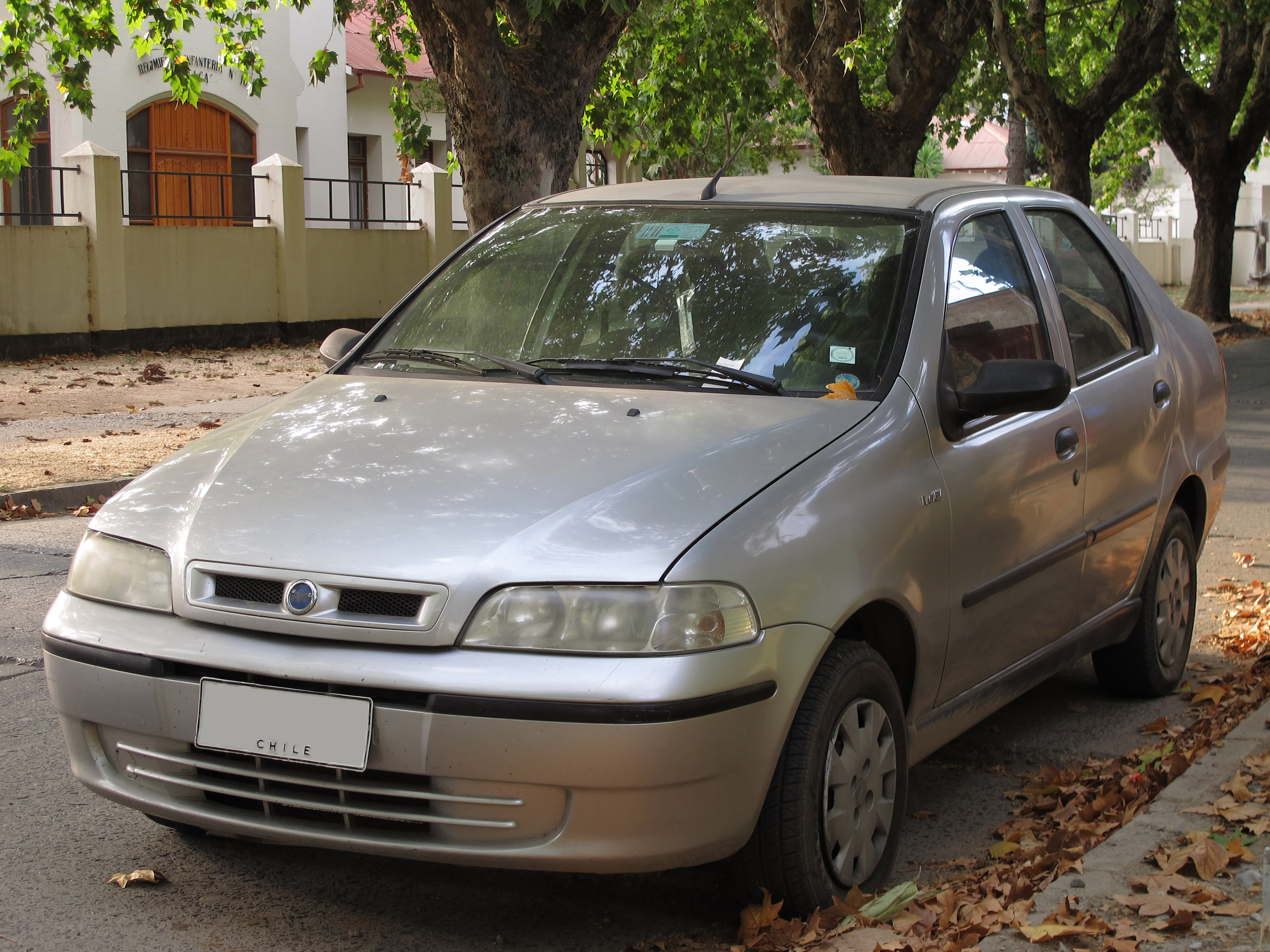
Fiat Siena 2e série

- 2e série en 2001 - la voiture bénéficie de son premier restyling qui ne comporte que quelques retouches à l'avant, calandre affinée, et de nouvelles motorisations.

Comme sur la Palio, ces premières retouches apportées au modèle sont l'œuvre d'ItalDesign du célèbre designer Giorgetto Giugiaro, en 2001. Les phares et la calandre sont plus étroits et rectangulaires et le capot perd ses nervures encastrées. À l'arrière, des feux rectangulaires rendent la voiture beaucoup plus élégante. La clientèle a réagi très rapidement en augmentant considérablement les achats du modèle. La gamme des moteurs disponibles était encore élargie et comprenait un 55 Ch FIRE 1.0 8V, FIRE 1.0 16V de 70 Ch, FIRE 1.3 16V de 80 Ch, 1,5 8V de 77 Ch fonctionnant à l'alcool (au Brésil) et 1,6 16V de 106 Ch. La version équipée d'une boîte de vitesses à six rapports n'est plus proposée.
En 2002, certains marchés ont remplacé la Siena par une version avec empattement allongé appelée Fiat Albea.
En 2003, au Brésil, Fiat a profité de son alliance avec General Motors pour monter sur la Siena, une variante mise au point par le constructeur italien du moteur 1.8 8V de 103 Ch de fabrication locale, en variante au moteur 1.6 16V importé d'Italie en raison des taxes à l'importation élevées.

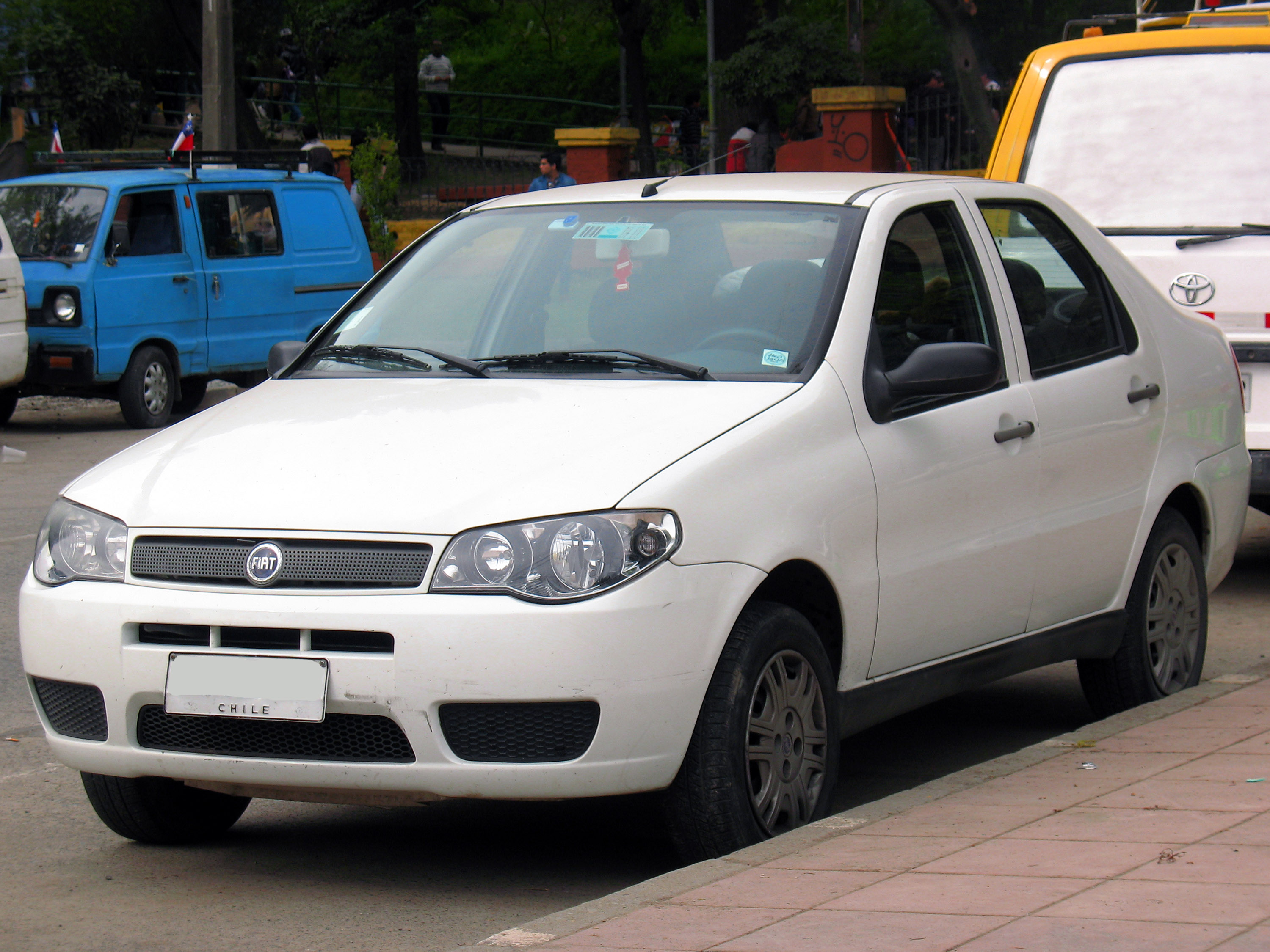
Fiat Siena FIRE 1.4 3ème série

- 3e série en 2004 - la Siena est profondément retravaillée avec des modifications esthétiques notables sur les faces avant (comme la Palio) et arrière. C'est à nouveau  ItalDesign qui a été chargé de retoucher la ligne du modèle, qui monte des phares avant plus grands, identiques à ceux de la Palio et des feux arrière horizontaux lisses. Malgré le maintien de la même ligne générale de la carrosserie depuis 1997, le résultat final plait au public tout comme à la presse spécialisée. La finition intérieure est désormais de très bonne qualité. Une version de la 2ème série avec le moteur 1.0 et la finition de base, appelée FIRE, est restée au catalogue comme version d'entrée de gamme avec un prix d'appel attractif jusqu'en juillet 2006. Les moteurs disponibles étaient le FIRE 1.0 de 65 Ch, 1.3 Flex de 71 Ch et 1.8 de 103 Ch. En 2005, le moteur 1.3 a été remplacé par le nouveau 1.4 litre de 80 Ch. En 2006, Fiat a lancé la version Tétrafuel, la première voiture brésilienne à pouvoir être alimentée en alcool, essence, gaz et naphta (essence sans alcool, obligatoire dans l'essence brésilienne).

Elle est désormais équipée de nouveaux moteurs Fiat polycarburants avec alimentation Magneti-Marelli, séries Flex. Les modifications apportées à cette série lui vaudront de changer de code usine qui devient 9BD-172 au Brésil.

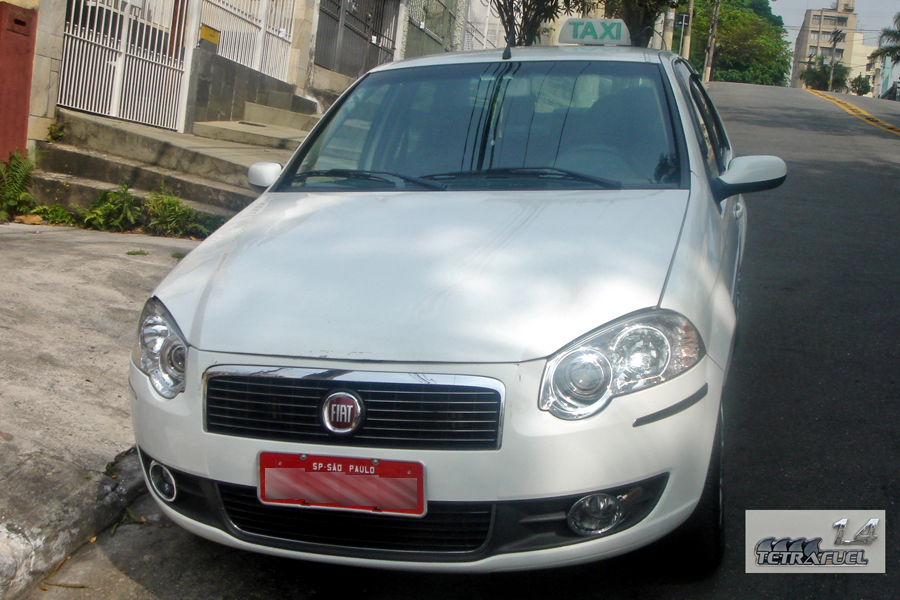
Fiat Siena Tétrafuel brésilienne (2009)

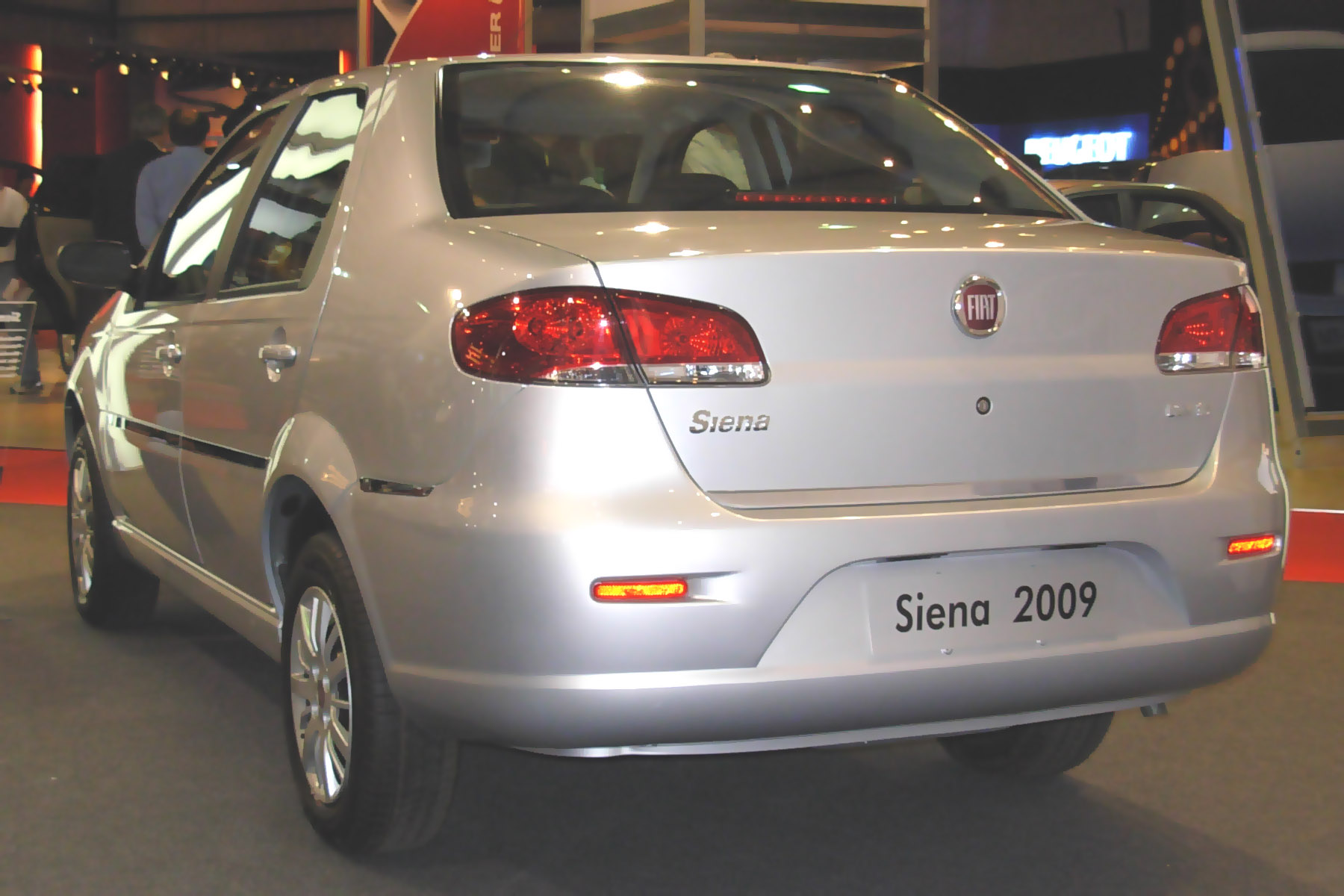
Fiat Siena 2009 vue arrière

- 4e série en 2008 (MY 2009) - Le 30 novembre 2007, à l'occasion du Salon de Montevidéo, Fiat présente la nouvelle Siena. Elle hérite d'une calandre dans le style Fiat Grande Punto et d'un arrière modifié très élégant qui rappelle celui de l'Alfa Romeo 159. Les mécaniques bénéficient de grosses nouveautés. La puissance des moteurs 1.0 passe de 65 Ch (Essence) ou 66 Ch (Alcool) à 73 et 75 Ch. Le 1.4 passe de 80 Ch (E) ou 81 Ch (A) à 85 Ch. Le moteur 1,8 litre n'a pas évolué.

En fin d'année 2006, Fiat do Brasil lance une nouvelle version de Siena équipée d'un moteur capable de fonctionner avec quatre carburants différents. La Siena Tetrafuel peut être alimentée avec de l'essence pure, de l'essence brésilienne (avec jusqu'à 25% d'alcool), de l'alcool pur ou du GNC, pur ou mélangé comme en Argentine.
Le système GNV est installé en usine, avec l'avantage d'être incorporé dans le système d'injection électronique, ce qui permet l'utilisation de carburants liquides (essence ou alcool) simultanément avec le GNV.
En 2012, après le lancement de la nouvelle Fiat Palio (2012) de 2ème génération et la Fiat  Grand Siena, Fiat a maintenu la production d'un seul modèle Siena de première génération dans la version Eletronic Luxury (EL) avec les moteurs 1.4 et 1.4 8V FIRE Flex jusqu'en 2016.

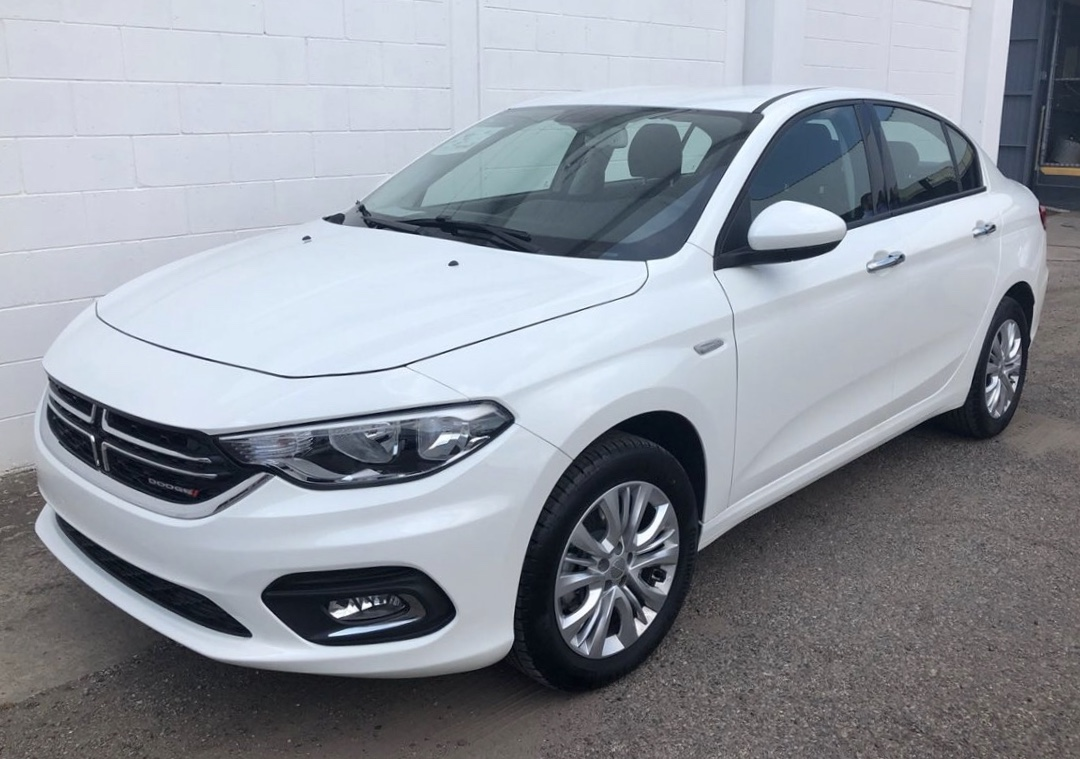
Fiat Tipo/Dodge Neon (2018)

Au Venezuela, la filiale FIAV C.A. du groupe FCA assemble la Fiat Siena 4ème série et la commercialise sous la marque Dodge en l'appelant Dodge Forza et depuis 2018, elle distribue la nouvelle Fiat Tipo (2016) sous le label Dodge .

## Seconde générationGrand Siena 2012
La seconde génération de la Siena, construite sur la plateforme Fiat 316 comme la nouvelle Palio, a été présentée le 23 mars 2012. Comme sa devancière, elle est produite au Brésil.